# Арон Йоханнссон
Арон Йо́ханнссон (исл. Aron Jóhannsson; род. 10 ноября 1990, Мобил, Алабама) — исландский и американский футболист, атакующий полузащитник клуба «Валюр». Выступал за сборную США. Участник чемпионата мира 2014 года.
Арон родился в США в семье студентов из Исландии. Отец — Йоханн Гисласон. В возрасте трёх лет он вместе с родителями вернулся в Исландию. Арон постоянно проживает в Исландии, но часто бывал в США, как студент по обмену.

## Клубная карьера

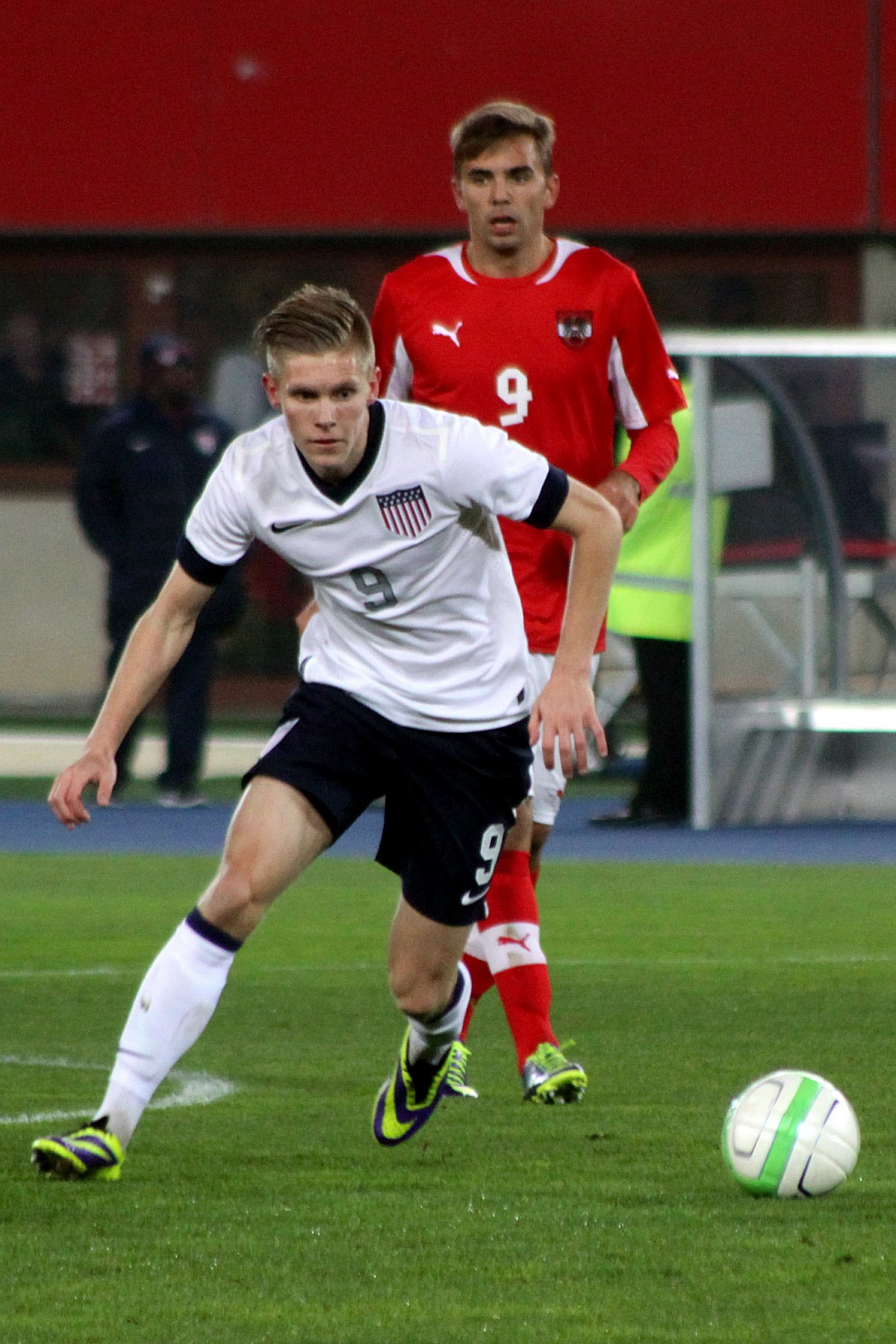
Арон Йоханнссон в составе сборной США в матче против сборной Австрии

### Карьера в Исландии
Арон Йоханнссон воспитанник — футбольной академии клуба «Фьолнир». В 2005 году он ненадолго перешёл в академию «Брейдаблик», а в 2006 уехал в США, где учился и выступал за IMG Academy. В 2007 году Арон вновь вернулся в «Фьолнир». В 2008 году он дебютировал за клуб в чемпионате Исландии. В своём втором сезоне Арон забил 12 голов в 18 матчах и обратил на себя внимание многих клубов.

### «Орхус»
В конце 2010 года он перешёл в датский «Орхус». 16 апреля 2011 года в матче против «Виборга» Арон дебютировал за новый клуб. 28 апреля в поединке против «Видовре» он забил свой первый гол за новую команду. Арон Йоханнссон помог клубу выйти в высший дивизион. 18 июля в матче против «Люнгбю» он дебютировал в датской Суперлиге, а в поединке против «Сённерйюска» забил свой первый гол. 28 августа 2012 года в матче против «Хорсенса» Арон сделал «покер», причем он установил рекорд датского первенства, сделав хет-трик за 3 минуты 50 секунд. На четыре мяча ему потребовалось 16 минут, что тоже является рекордным достижением.

### АЗ
В январе 2013 года Арон перешёл в нидерландский АЗ. 7 апреля в матче против НЕК он дебютировал в Эредивизи, а уже через неделю забил первый гол, поразив ворота «Утрехта». Арон Йоханнссон помог клубу завоевать Кубок Нидерландов.
25 сентября в матче кубка против роттердамской «Спарты» Арон сделал хет-трик, а через три дня забил два гола в поединке против лидера чемпионата ПСВ.

### «Вердер»
Летом 2015 года Арон перешёл в немецкий «Вердер». Сумма трансфера составила 5 млн евро. 15 августа в матче против «Шальке 04» он дебютировал в Бундеслиге, заменив во втором тайме Левина Озтунали. 30 августа в поединке против мёнхегладбахской «Боруссии» Арон забил свой первый гол, за бременский клуб, реализовав пенальти. Арон Йоханнссон начал сезон как игрок стартового состава «Вердера», однако в конце сентября 2015 года у него было диагностировано раздражение нерва в бедре, в конце октября была проведена операция. Из-за травмы игрок несколько месяцев не выходил на поле, лишь в начале февраля 2016 года Арон приступил к тренировкам.

## Международная карьера
В 2011 году Арон Йоханнссон дебютировал за молодёжную сборную Исландии, а в 2012 году он был вызван в основную сборную для участия в матчах отборочного раунда Чемпионата мира против команд Албании и Швейцарии, но не смог дебютировать из-за травмы. В мае 2013 года тренер сборной США Юрген Клинсман предложил Арону выступать за Соединённые Штаты, и Арон согласился.
14 августа 2013 года в товарищеском матче против сборной Боснии и Герцеговины Арон дебютировал за сборную США, выйдя на замену во втором тайме вместо Эдди Джонсона. 15 октября в матче отборочного этапа Чемпионата мира против сборной Панамы он забил первый гол за национальную команду, который оказался победным.
В 2014 году Арон в составе сборной принял участие в чемпионате мира в Бразилии. На турнире он сыграл в матче против команды Ганы.
В 2015 году Арон Йоханнссон принял участие в Золотом кубке КОНКАКАФ. На турнире он сыграл в матчах против команд Гаити, Ямайки, Кубы и дважды Панамы. В поединке против кубинцев Арон забил гол.
По словам российско-фарерского судового брокера и экс-журналиста газеты «Спорт-Экспресс» Ивана Эйинссона-Эстурланда, с момента дебюта Йоханссона за сборную США исландские журналисты из принципа перестали брать у него интервью.

### Голы за сборную США
| #  | Дата            | Место                                         | Противник   | Счёт | Результат | Соревнование                     |
| -- | --------------- | --------------------------------------------- | ----------- | ---- | --------- | -------------------------------- |
| 1. | 15 октября 2013 | Спортс Ауторити Филд эт Майл Хай, Денвер, США | Панама      | 3:2  | 3:2       | Чемпионат мира 2014 квалификация |
| 2. | 27 мая 2013     | Кэндлстик Парк, Сан-Франциско, США            | Азербайджан | 2:0  | 2:0       | Товарищеский матч                |
| 3. | 25 марта 2015   | Атлетион, Орхус, Дания                        | Дания       | 1:2  | 3:2       | Товарищеский матч                |
| 4. | 25 марта 2015   | M&T Банк Стэдиум, Балтимор, США               | Куба        | 3:0  | 6:0       | Золотой кубок КОНКАКАФ 2015      |

## Достижения
АЗ
- Обладатель Кубка Нидерландов: 2012/13